# James Algar
James Algar (ur. 11 czerwca 1912 w Modesto, zm. 26 lutego 1998 w Carmel-by-the-Sea) – amerykański reżyser, scenarzysta i producent filmowy. Przez 43 lata pracował dla wytwórni filmowej Walt Disney Productions.
Autor wielokrotnie nagradzanych dokumentalnych filmów o tematyce przyrodniczej, m.in. Bobrowa dolina (1950, Złoty Niedźwiedź dla najlepszego dokumentu na 1. MFF w Berlinie, Oscar za najlepszy film krótkometrażowy), Żyjąca pustynia (1953, Oscar, nagroda na 7. MFF w Cannes), Ginąca preria (1954, Oscar, Nagroda BAFTA), Lwy afrykańskie (1955, Srebrny Niedźwiedź dla najlepszego dokumentu na 6. MFF w Berlinie), Białe pustkowia (1958, Złoty Niedźwiedź dla najlepszego dokumentu na 9. MFF w Berlinie, Oscar za najlepszy pełnometrażowy film dokumentalny).